# Profesor Moriarty
Profesor James Moriarty izmišljeni je lik iz Doyleovog serijala o detektivu Sherlocku Holmesu. "Napoleon zločina" (kako ga Holmes jednom naziva), profesor Moriarty je profesor matematike i kriminalni genij koji se postavio kao Holmesov najteži i najopasniji protivnik. Prvi se put pojavio u priči Posljednji problem, koja ujedno prikazuje njegovu smrt, ali Moriarty se kratko pojavio i u romanu Dolina straha, čija je radnja smještena prije navedene priče, ali je sam roman tiskan znatno kasnije. Moriarty je spomenut u još pet priča - Nenastanjena kuća (direktni nastavak priče Posljednji problem), Norvudski graditelj, Nestali ragbijaš, Ugledni klijent i Posljednja zagonetka. Moriarty je isprva predstavljen tek kao narativni element s pomoću kojeg je Doyle mogao opravdati smrt Sherlocka Holmesa, ali je s vremenom njegov lik dosegao gotovo kultni status unutar serijala, ali i šire, te je u mnogim kasnijim, derivativnim djelima njegova uloga znatno naglašenija. 
Moriarty je ugledni sveučilišni profesor matematike te autor slavljene knjige Dinamika asteroida, koja je prvi put spomenuta u romanu Dolina straha. Prikazan kao izrazito samouvjeren i odlučan, ali hladnokrvan i okrutan čovjek, Moriarty pokazuje enormno poštovanje prema Holmesu i njegovu intelektu. Njih dvojica pokazuju neizmjerno zadovoljstvo u međusobnim "igrama", pokušavajući tako nadmudriti jedan drugoga. Moriarty vodi kriminalnu organizaciju koja je prilično brojna i razgranata, što mu omogućava da ostane skriven čak i kada njegovi lakeji bivaju uhvaćeni, primjerice u priči Savez riđokosih. Ipak, u priči Posljednji problem Holmes uspijeva stati na kraj Moriartyjevoj skupini, pa čak i samom profesoru, unatoč njegovim prijetnjama kako će Holmes biti uništen ako ga ne ostavi na miru. Ipak, Moriarty je uspio pobjeći policiji i pratio Holmesa i Watsona u Švicarsku. Tamo se na slapovima Reichenbach sukobio s detektivom te je izgledalo da su obojica izgubila život u tom okršaju. Kasnije se ispostavilo da je Holmes preživio, što je dovelo do toga da se morao obračunati s pukovnikom Moranom, jedinim preostalim članom Moriartyjeve kriminalne organizacije. 
Ipak, postoji i nekoliko nejasnoća vezanih za Moriartyja. Iako je glavna inspiracija za lik profesora bio kriminalni genij Adam Worth, mnogi su obožavatelji i znanstvenici raspravljali oko drugih mogućih inspiracija za lik genijalnog kriminalca. Među izglednim uzorima pojavili su se svestrani američki astronom Simon Newcomb, koji je bio poznat po svom svestranom geniju, njemački matematičar Carl Friedrich Gauss, indijski matemaričar Srinivasa Ramanujan, engleski logičar George Boole te irski političar John O'Connor Power. Sam Doyle u romanu Dolina straha spominje i Jonathana Wilda, najpoznatijeg britanskog kriminalca 18. stoljeća, kao uzora. Druga tema debata bilo je Moriartyjevo porijeklo, odnosno njegova obitelj. Iako je prezime Moriarty irskog porijekla, ne postoje apsolutno nikakve daljnje indicije da bi profesor mogao biti Irac. Mnogo debata izazvalo je i njegovo osobno ime. Naime, Moriarty se isprva pojavio kao "profesor Moriarty", bez osobna imena, a Watson je spomenuo kako ima brata, pukovnika Jamesa Moriartyja. U priči Nenastanjena kuća, Holmes jasno naziva profesora James Moriarty, što bi značilo da se brat i on jednako zovu, dok u romanu Dolina straha Holmes navodi kako je profesor neoženjen te kako ima mlađeg brata koji je šef željeznice u zapadnoj Engleskoj. Ovi kontradiktorni izvještaji o Moriartyjevoj pozadini mogu se lako pripisati Doyleovom nemaru, koji se nerijetko manifestirao u djelima. Posljednju nejasnoću predstavlja Watsonovo poznavanje profesora. Naime, izgledno je kako Watson nikada nije osobno sreo Moriartyja (tek ga je vidio iz daljine u Švicarskoj) te kako prije priče Posljednji problem, uopće nije čuo za njega. To znači da se u svojim izvještajima morao oslanjati na Holmesove priče. Ipak, u romanu Dolina straha, čija je radnja smještena prije one priče Posljednji problem, Watson je upoznat s likom i djelom "poznatog kriminalca znanstvenika". Ova kotradikcija također se može pripisati Doyleovom nemaru.
Moriarty je gotovo redovito interpretiran na različite načine u svim kasnijim adaptacijama priča o slavnom detektivu. U serijalu Pustolovine Sherlocka Holmesa, tumačio ga je Eric Porter. Ta je interpretacija Moriartyja bila prilično dosljedna originalnom materijalu, kao i ona Viktora Evgrafova u sovjetskom serijalu Priključenja Sherlocka Holmesa i doktora Watsona. S druge strane, u filmu Sherlock Holmes: Igra sjena, Jared Harris prikazuje Moriartyja kao znatno moćniju osobu koja je u stanju izazvati svjetski rat. Njegova je priča produbljena i proširena, a njegov odnos s Holmesom još razrađeniji. Serija Sherlock prikazuje Jima Moriartyja kao "kriminalca savjetnika" (antipod Holmesu) koji je praktički opsjednut s Holmesom i uživa "igrati" se s njim. U ovoj ekranizaciji, Moriarty sam sebi oduzima život propucavši se kroz usta. U Sherlocku, tumačio ga je Andrew Scott, koji je nagrađen BAFTA-om za svoju ulogu.